# Fritz Schmidt (Betriebswirt)

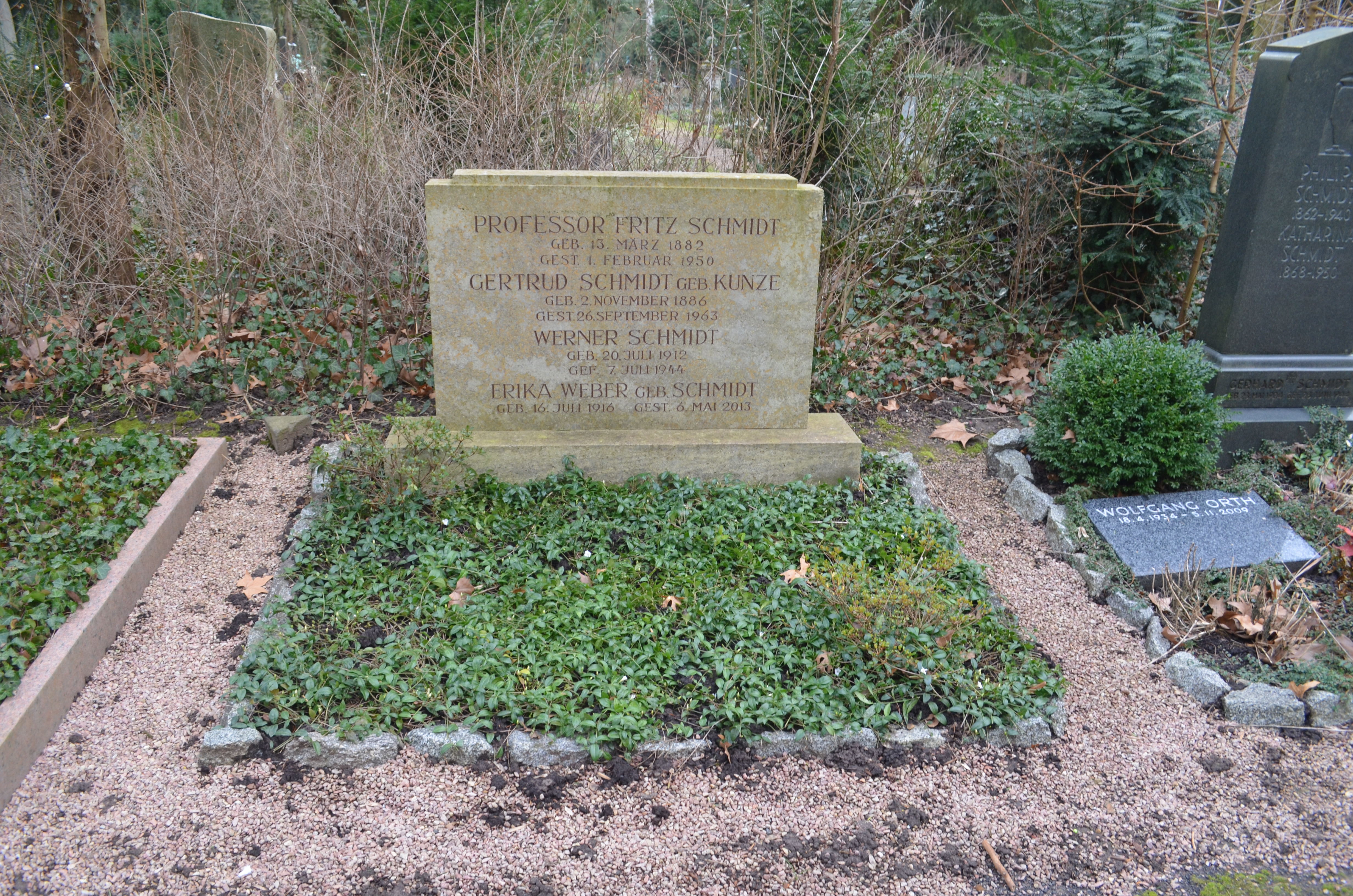
Grab von Fritz Schmidt auf dem Hauptfriedhof in Frankfurt am Main

Julius August Fritz Schmidt (* 13. März 1882 in Wahrenbrück; † 1. Februar 1950 in Oberursel) war ein deutscher Betriebswirt und Nationalökonom.
Ab 1913 war er Professor für Betriebswirtschaftslehre in Frankfurt. Schmidt entwickelte die „organische Bilanztheorie“. Sein Werk Die organische Bilanz im Rahmen der Wirtschaft erschien 1921. Organisch bedeutet in diesem Zusammenhang, die Unternehmung als einen Teil der Volkswirtschaft zu verstehen. Die Behauptung in diesem Umfelde rechtfertigte die Existenz des Betriebes. 
Die Zeit hoher Inflation hat sein wissenschaftliches Denken angeregt. Bei der Vermögenserfassung in der Bilanz schlägt Schmidt vor, mit Tagesbeschaffungswerten zu operieren. Die Preiserhöhungen wären folglich erfasst. Die Reproduktionskostensicht soll auch bei der Gewinn- und Verlustrechnung angewendet werden.
Bei seiner wissenschaftlichen Arbeit versuchte der Betriebswirtschaftler, die Einheit der Wirtschaftswissenschaften, bestehend aus Betriebswirtschaftslehre und Volkswirtschaftslehre, zu bewahren. 
Er begründete die Zeitschrift für Betriebswirtschaft und war unter anderem Lehrer von Edmund Heinen, Wilhelm Kalveram und Alfred Isaac.

## Werke (Auswahl)
- Der Wiederbeschaffungspreis des Umsatztages in Kalkulation und Volkswirtschaft. Keip, Frankfurt am Main 1980 (Reprint der Ausgabe Industrieverlag Spaeth und Linde, Berlin 1923)
- Die organische Bilanz im Rahmen der Wirtschaft. Keip, Frankfurt am Main 1980 (Reprint der Ausgabe Gloeckner, Leipzig 1921; Faks.-Druck nach dem Original von 1921: Gabler, Wiesbaden 1979; ISBN 3-409-14071-9)
- Die organische Tageswertbilanz. Gabler, Wiesbaden 1951. Unveränderter Nachdr. der 3. Auflage
- Leistungswirtschaft. Industrieverlag Spaeth & Linde, Berlin 1942
- Altpapier als Rohstoff. Lehrmittelzentrale der Dt. Arbeitsfront, Berlin-Zehlendorf [1938]
- Betriebswirtschaftliche Konjunkturlehre. Industrieverlag Spaeth & Linde, Berlin 1933, 4., erw. Auflage der Arbeit: „Die Industriekonjunktur – ein Rechenfehler!“
- Bekämpfung oder Erhaltung der Arbeitslosigkeit? Industrieverlag Spaeth & Linde, Berlin 1930 (Zeitschrift für Betriebswirtschaft. Jg. 7. 1930, H. 6)
- Kalkulation und Preispolitik. Industrieverlag Spaeth & Linde, Berlin 1930